# Johan Wiland
Johan Wiland (Borås, Suecia, 24 de enero de 1981) es un exfutbolista sueco que jugaba de portero.

## Biografía
Wiland empezó su carrera futbolística en las categorías inferiores del IF Elfsborg, hasta que en 2000 pasó formar parte de la primera plantilla del club. Debutó en la Allsvenskan el 4 de mayo. En 2001 se ganó un puesto en el once titular.
Con este equipo ganó la Copa de Suecia en dos ocasiones: 2001 y 2006. Se proclamó campeón de Liga en 2006.
Johan Wiland firmó un contrato con el F.C. København, al que se incorporó en 2009.
En febrero de 2020, el Hammarby Fotboll, equipo en el que jugaba en ese momento, hizo oficial su retirada debido a una lesión en el hombro.

## Selección nacional
Fue internacional con la selección de fútbol de Suecia en 9 ocasiones. Su debut como internacional se produjo el 18 de enero de 2007 contra Ecuador, partido que perdió su equipo por un gol a dos.
Fue convocado para participar en la Eurocopa de Austria y Suiza de 2008, aunque el entrenador no le dio la oportunidad de debutar en esa competición debido a que Andreas Isaksson se ganó el puesto de portero titular de la selección.

## Clubes
| Club             | País      | Año       |
| ---------------- | --------- | --------- |
| IF Elfsborg      | Suecia    | 2000-2008 |
| FC Copenhague    | Dinamarca | 2009-2015 |
| Malmö FF         | Suecia    | 2015-2017 |
| Hammarby Fotboll | Suecia    | 2017-2020 |

## Títulos
- 1 Liga de Suecia (IF Elfsborg, 2006)
- 2 Copa de Suecia (IF Elfsborg, 2001 y 2003)
- 2 Superliga danesa (FC Copenhague, 2008-09 y 2009-10)
- 1 Copa de Dinamarca (FC Copenhague, 2008-09)